# 4338 Velez
4338 Velez eller 1985 PB1 är en asteroid i huvudbältet som upptäcktes den 14 augusti 1985 av den amerikanske astronomen Edward L.G. Bowell vid Anderson Mesa Station. Den är uppkallad efter Reinaldo Velez.
Asteroiden har en diameter på ungefär 4 kilometer.